# Brestupet
Koordinaten: 68° 53′ S, 90° 29′ W
Die Brestupet (norwegisch für Gletscherstufe) ist eine größtenteils vereiste und eingeschneite Felswand im Südosten der antarktischen Peter-I.-Insel. Sie ragt im südöstlichen Teil des Storfallet auf.
Wissenschaftler des Norwegischen Polarinstituts benannten sie 1987.